# Museu dels Agustins de Tolosa
El Museu dels Agustins és el Museu de Belles Arts de Tolosa. 	
Malgrat les destruccions del segle xix, aquest convent, amb el claustre, l'església, les sales capitulars, és un monument destacable, veritable joia del gòtic del Llenguadoc. Una reconstitució dels jardins de l'època medieval ha reforçat l'autenticitat del lloc.
Però és també un gran museu que evoca les millors etapes de la història de l'art, de l'època paleocristiana al segle xx.

## El monument

### Història del convent
Els ermitans de sant Agustí van construir el 1309 el convent dels Agustins dins dels murs de la ciutat amb l'autorització del papa Climent V.
Jean Lobres, mestre d'obra de la catedral de Sant Esteve de Tolosa, va participar en la construcció de la capçalera de l'església de les ermitanes. La capçalera és composta de tres capelles obrint directament sobre l'ampla nau única, sense creuer, amb, a la part alta, una disposició de cares tallades. Aquesta organització de l'església és característica de l'estil gòtic meridional. El 1341, les fundacions del convent estan ben avançades i l'església és llavors creada completament i rep una decoració pintada semblant a les pintures del nord d'Espanya de la primera meitat del segle xiv i de miniatures produïdes en els entorns reials, en aquell temps de Felip el Bell. El campanar és quadrat i prop del cor. L'accés s'hi fa per una obertura a la sagristia.
La construcció de la part oriental del claustre comença l'any 1341. Les tres altres parts no van començar fins al 1396. S'acabaren al cap de 90 anys.
A causa de la imprudència d'un forner, un incendi va destrossar una gran part de la ciutat de Tolosa el 1493. Com per al convent dels Carmelites, la majoria de les teulades del convent dels Agustins es van esfondrar. Amb l'ajuda dels fidels i de l'església, la construcció de la teulada començava l'any 1495. Els treballs van ser ràpidament conduïts i la nova consagració de l'edifici va ser celebrada el 30 de juny de 1504.
El convent albergava prop de dos-cents monjos als segles xiv i xv. Però, ràpidament, aquest nombre disminueix i no en són més que cent quaranta el 1518, seixanta el 1649 i trenta-un el 1680 per només algunes unitats en el moment de la Revolució. A més, el 1542, el convent és víctima d'un pillatge dels llibres i de l'arxiu de la biblioteca, dels objectes litúrgics i dels mobles més antics.
El 14 de setembre de 1550, dia de la festa de l'Exaltació de la Santa Creu, un llamp s'és abatut sobre el campanar. La punxa i els pisos superiors són destruïts i provoquen nombrosos danys al voltant. Aquest esdeveniment comporta el declivi del convent perquè les dificultats financeres i materials no deixen reconstruir el campanar: va ser amputat d'un pis i mig.
Per decret del 2 de novembre de 1789, el convent esdevé Bé nacional i està desafectat des de la supressió dels ordes monàstics el 1790.

### El museu
És un dels edificis monàstics més bonics de la regió. Al voltant del claustre es despleguen les antigues sales de la vida monàstica, en particular la vasta església. Prop de dos-cents ermitans hi pregaven, hi treballaven, i hi vivien. L'evocació d'un jardí monàstic reforça l'encant del conjunt.
Obert al públic el 1793 per decret de la Convenció, molt poc de temps després del Louvre, el monument acull el Museu i l'Escola de Belles Arts.
A començaments del segle xix va veure la destrucció de diversos espais, sobretot el refectori. Al seu lloc, Eugène Viollet-le-Duc i el seu alumne Darcy van edificar-hi una impressionant escala i sales d'exposició (1873-1901).
L'edifici està classificat com a monument històric (parts medievals) i inscrit (escala Darcy).

## Les col·leccions del museu

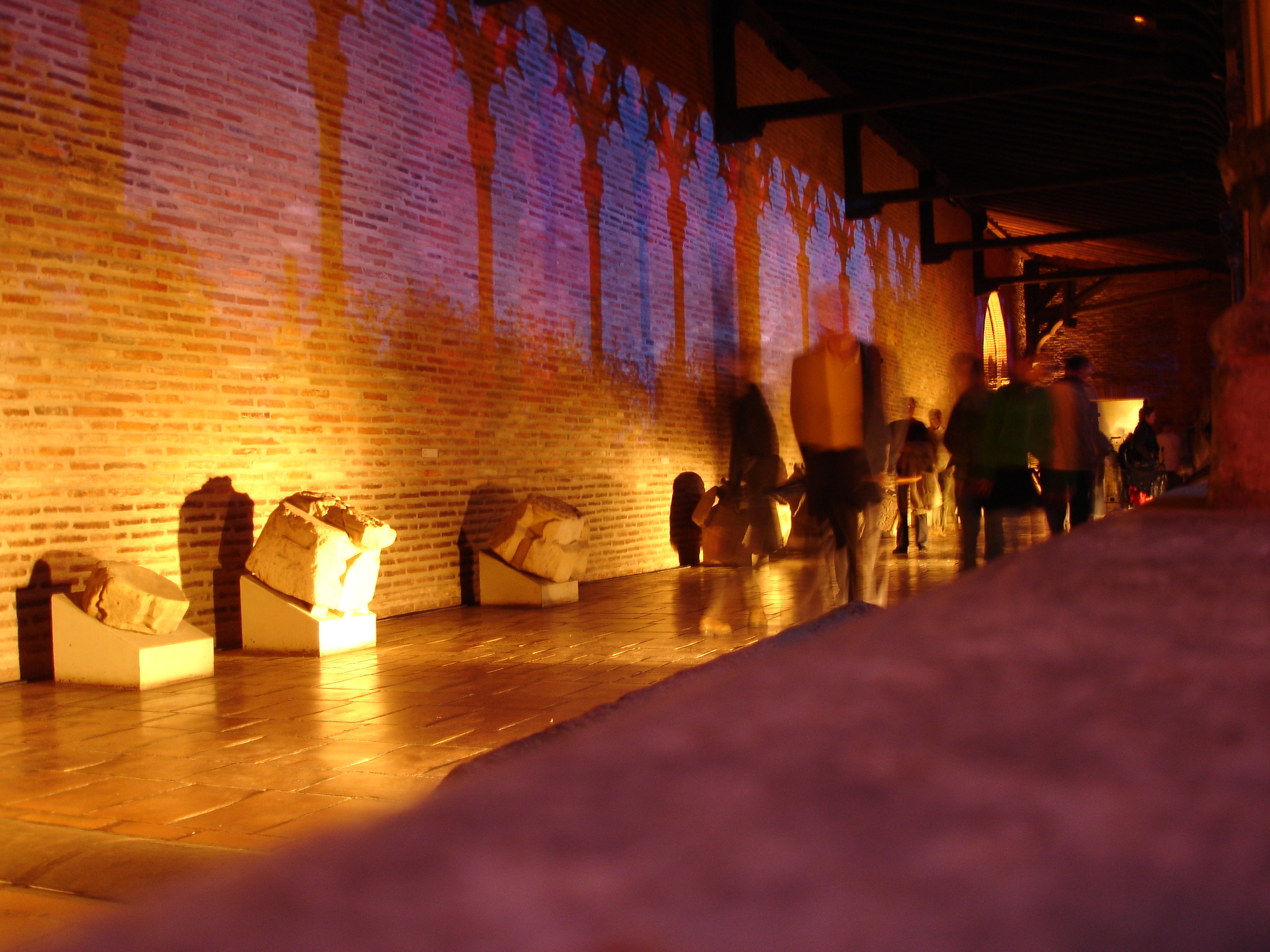
Les col·leccions al claustre

El museu presenta col·leccions de pintures i escultures del començament de l'edat mitjana als primers anys del segle xx.
En una preocupació estètica tant com històrica, un conjunt d'escultures gòtiques s'exposa a les sales gòtiques sobre el claustre. Les pintures religioses del segle xv al xvii (Pérugin, Rubens) fan la decoració de l'església amb una sobrietat exemplar. A l'ala més recent (edificada el 1888), és presentada a la planta baixa la magnífica col·lecció d'envelats romànics del museu: un fons únic, veritable panorama de l'evolució de l'escultura romànica. L'escala monumental d'aquesta ala, vorejada d'escultures del segle xix, porta als salons del pis, on es reuneixen diverses escultures (Rodin, Falguière, Camille Claudel) i sobretot les obres de les diferents escoles de pintura tolosanes (Chalette, Tournier) i francesa (Valenciennes, Eugène Delacroix, Corot), però també italiana, flamenca i holandesa del segle xvii al xx (Guido Reni, Guardi).